# Jessica Henwick

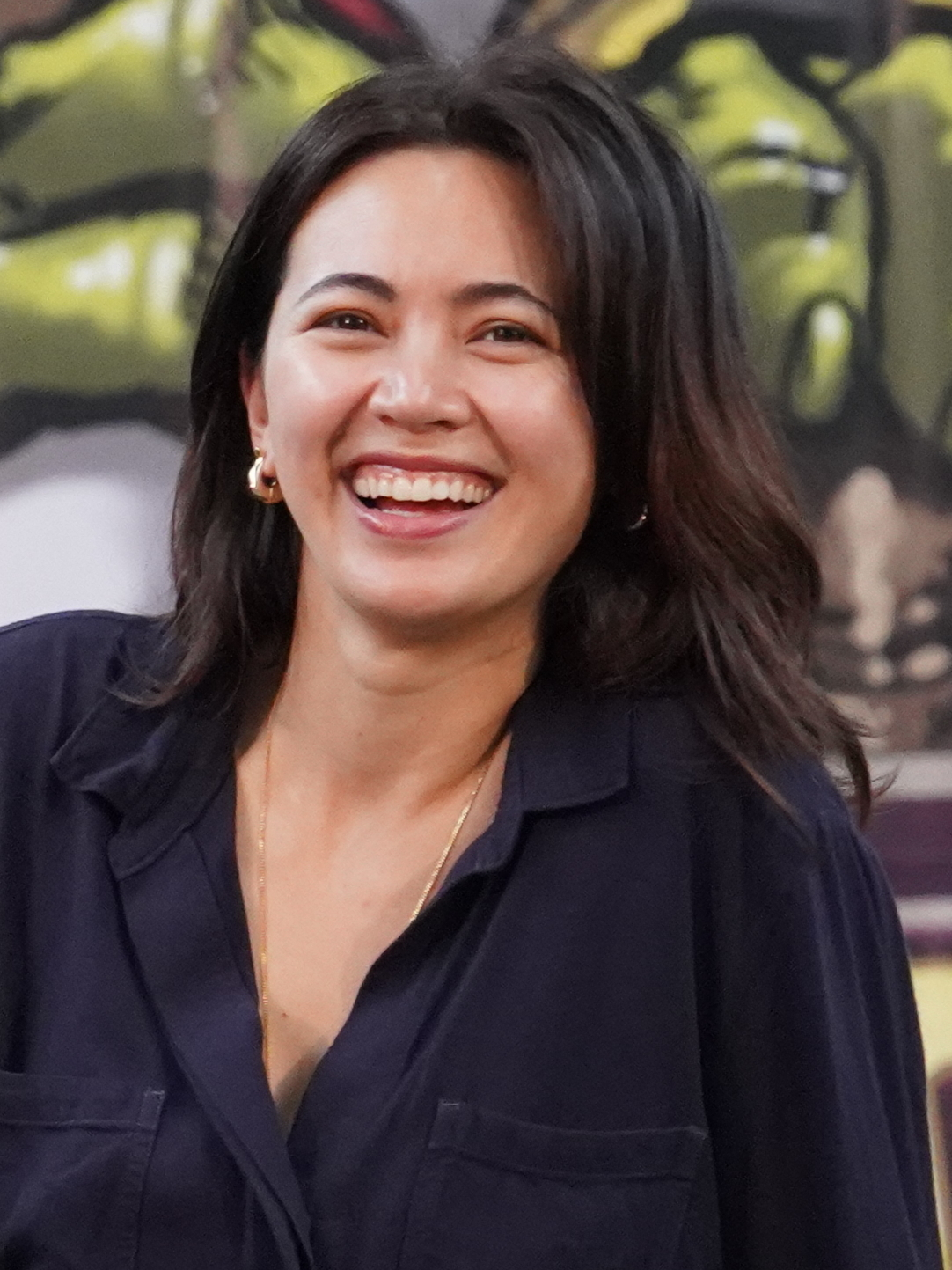
Jessica Henwick (2023)

Jessica Yu-Li Henwick (* 30. August 1992 in Surrey, England) ist eine britische Schauspielerin.

## Leben und Karriere
Jessica Henwick kam als Tochter eines Engländers und einer Singapurerin in Surrey auf die Welt. Sie wurde am Red Roofs Youth Theatre und am National Youth Theatre zur Schauspielerin ausgebildet.
Seit 2010 ist sie als Schauspielerin aktiv, nachdem sie 2009 für die Rolle der Bo in der BBC-Serie Spirit Warriors verpflichtet wurde. Für diese Rolle erlernte sie die Wushu-Kampfkunst.
Danach folgten Gastauftritte in britischen Fernsehserien, u. a. in Silk – Roben aus Seide und Lewis – Der Oxford Krimi und kleinere Nebenrollen in Filmen. Durch ihre Rollen im Jahr 2015 wurde sie international bekannt. So spielt sie bis 2017 die Rolle der Nymeria Sand in der HBO-Serie Game of Thrones. Ebenfalls 2015 gehörte sie mit der Rolle der Jessika Pava zum Darstellerensemble von Star Wars: Das Erwachen der Macht.
2017 übernahm sie die Rolle der Colleen Wing in der Serie Marvel’s Iron Fist, die sie bis zur Absetzung nach der zweiten Staffel spielte. Auch in Marvel’s The Defenders und Marvel’s Luke Cage war sie in dieser Rolle zu sehen. In dem Dokumentarfilm Iron Fists and Kung Fu Kicks (2019) von Serge Ou ist sie als Kommentatorin zu sehen.

## Filmografie (Auswahl)
- 2010: Spirit Warriors (Fernsehserie, 10 Episoden)
- 2011–2012: North by Northamptonshire (Fernsehserie, 5 Episoden)
- 2012: The Thick of It (Fernsehserie, Episode 4x01)
- 2013: Monday to Friday (Fernsehfilm)
- 2014: Obsession: Dark Desires (Fernsehserie, Episode 1x08)
- 2014: Silk – Roben aus Seide (Silk, Fernsehserie, 5 Episoden)
- 2014: Dr. Liebenstein
- 2014: Lewis – Der Oxford Krimi (Lewis, Fernsehserie, 2 Episoden)
- 2015: Dragonfly
- 2015: Star Wars: Das Erwachen der Macht (Star Wars: The Force Awakens)
- 2015–2017: Game of Thrones (Fernsehserie, 8 Episoden)
- 2016: The Head Hunter
- 2016: The Heart of the Forest (Kurzfilm)
- 2017: Newness
- 2017: Fortitude (Fernsehserie, Episode 2x01)
- 2017–2018: Marvel’s Iron Fist (Fernsehserie, 23 Episoden)
- 2017: Marvel’s The Defenders (Fernsehserie, 6 Episoden)
- 2018: Marvel’s Luke Cage (Fernsehserie, Episoden 2x03)
- 2019: Baliko (Kurzfilm)
- 2020: Underwater – Es ist erwacht (Underwater)
- 2020: On the Rocks
- 2020: Blood of Zeus (Fernsehserie, Stimme von Alexia)
- 2020: Love and Monsters
- 2021: Matrix Resurrections (The Matrix Resurrections)
- 2021–2022: Blade Runner: Black Lotus (Fernsehserie, Stimme)
- 2021–2023: Moley (Stimme)
- 2022: The Gray Man
- 2022: Glass Onion: A Knives Out Mystery
- 2023: The Royal Hotel
- 2024: Cuckoo